# Кандолин, Артур
Артур Аллан Кандолин (фин. Arthur Allan Candolin, 10 декабря 1890 — 1964) — финский шахматист. Бронзовый призер чемпионата Финляндии 1938 г. В составе сборной Финляндии участник неофициальной шахматной олимпиады.

## Спортивные результаты
| Год  | Город     | Соревнование                                                     | + | − | = | Результат | Место |
| ---- | --------- | ---------------------------------------------------------------- | - | - | - | --------- | ----- |
| 1935 | Хельсинки | Международный турнир                                             |   |   |   |           |       |
| 1936 | Мюнхен    | Неофициальная шахматная олимпиада (сборная Финляндии, 8-я доска) |   |   |   |           |       |
| 1938 | Хельсинки | Чемпионат Финляндии                                              |   |   |   |           | 3     |